# Зараванд
Зараванд (арм. Զարավանդ) — гавар провинции Парскаайк Великой Армении. На сегодняшний день территория исторического Зараванда находится в границах шахрестана Хой провинции Западный Азербайджан Исламской Республики Иран.

## География
Зараванд находится на севере провинции Парскаайк. На западе Зараванд граничит с гаваром Агандрот провинции Васпуракан, на северо-западе − с гаваром Торнаван провинции Васпуракан, на севере − с гаваром Чвашрот провинции Васпуракан, на востоке имеет небольшую границу с гаваром Багеан провинции Васпуракан, на юге − с гаваром Гер провинции Парскаайк. 
Столицей гавара является одноимённый город Зараванд в восточной части. На юго-западе находится город Перотан.
Южной границей Зараавнда служит река Кармир и её приток Агандрот.